# Love Don’t Let Me Go (Walking Away)
«Love Don’t Let Me Go (Walking Away)» — музыкальный трек, являющийся мэшапом. Состоит из популярного ремикса Tocadisco на трек группы The Egg — Walking Away и вокала Криса Уиллиса из трека Гетты — Love Don’t Let Me Go.
Мэшап был впервые сделан во время концерта французского диджея Давида Гетты совместно с Joachim Garraud, хотя некоторые люди утверждают, что он был сделан раньше. Он был презентован на показане Citroën C4. Песня «Love Don’t Let Me Go (Walking Away)» также заняла #3 в чарте Великобритании. Она была выпущена в качестве сингла альбома 2006 года и включена в компиляцию Fuck Me I’m Famous — Ibiza Mix 06. В 2007 году вышло переиздание альбома Guetta Blaster и песня как бонус-трек была включена в третий студийный альбом Гетта Pop Life

## Список композиций
1. «Love Don’t Let Me Go (Walking Away)» (UK Radio Edit) — 3:13
2. «Love Don’t Let Me Go (Walking Away)» (Famous Radio Edit) — 3:08
3. «Love Don’t Let Me Go (Walking Away)» (Joachim Garraud & David Guetta’s F*** Me I’m Famous Mix) — 6:23
4. «Walking Away» (Tocadisco Remix) — 6:53

## Музыкальное видео
Музыкальное видео сочетает в себе паркур и брэйк-данс с комедийным аспектом. Клип начинается с двух молодых людей, которые играют в баскетбол, в то время как две девушки проходят мимо. Один из парней, очевидно, влюбился. Они подходят к клетке и становятся напротив девушек. И как только они до них дотронулись, начали танцевать. Они продолжают танцевать, энергично и спонтанно, пока не коснулись проходящего мимо человека. В результате «энергия» передаётся другим. После того, как человек, которому передали энергию, начинает танцевать, парни останавливаются.

## Чарты
| Чарт (2006)              | Высшая Позиция |
| ------------------------ | -------------- |
| Australian Singles Chart | 32             |
| Austrian Singles Chart   | 75             |
| Belgian Singles Chart    | 42             |
| Finnish Singles Chart    | 13             |
| French Singles Chart     | 4              |
| German Singles Chart     | 50             |
| Венгрия (Rádiós Top 40)  | 2              |
| Irish Singles Chart      | 12             |
| Italian Singles Chart    | 9              |
| Spanish Singles Chart    | 3              |
| Swiss Singles Chart      | 18             |
| Swedish Singles Chart    | 23             |
| UK Dance Chart           | 1              |
| UK Singles Chart         | 3              |
| Greek Singles Chart      | 4              |